# دونوفان أولسون
دونوفان أولسون هو سياسي أمريكي، ولد في 12 يونيو 1965 في بون في الولايات المتحدة. نشط حزبياً في Iowa Democratic Party ‏ والحزب الديمقراطي. وقد انتخب عضو مجلس نواب ولاية آيوا ‏.

## وصلات خارجية
- الموقع الرسمي